# Průzkum (vojenství)

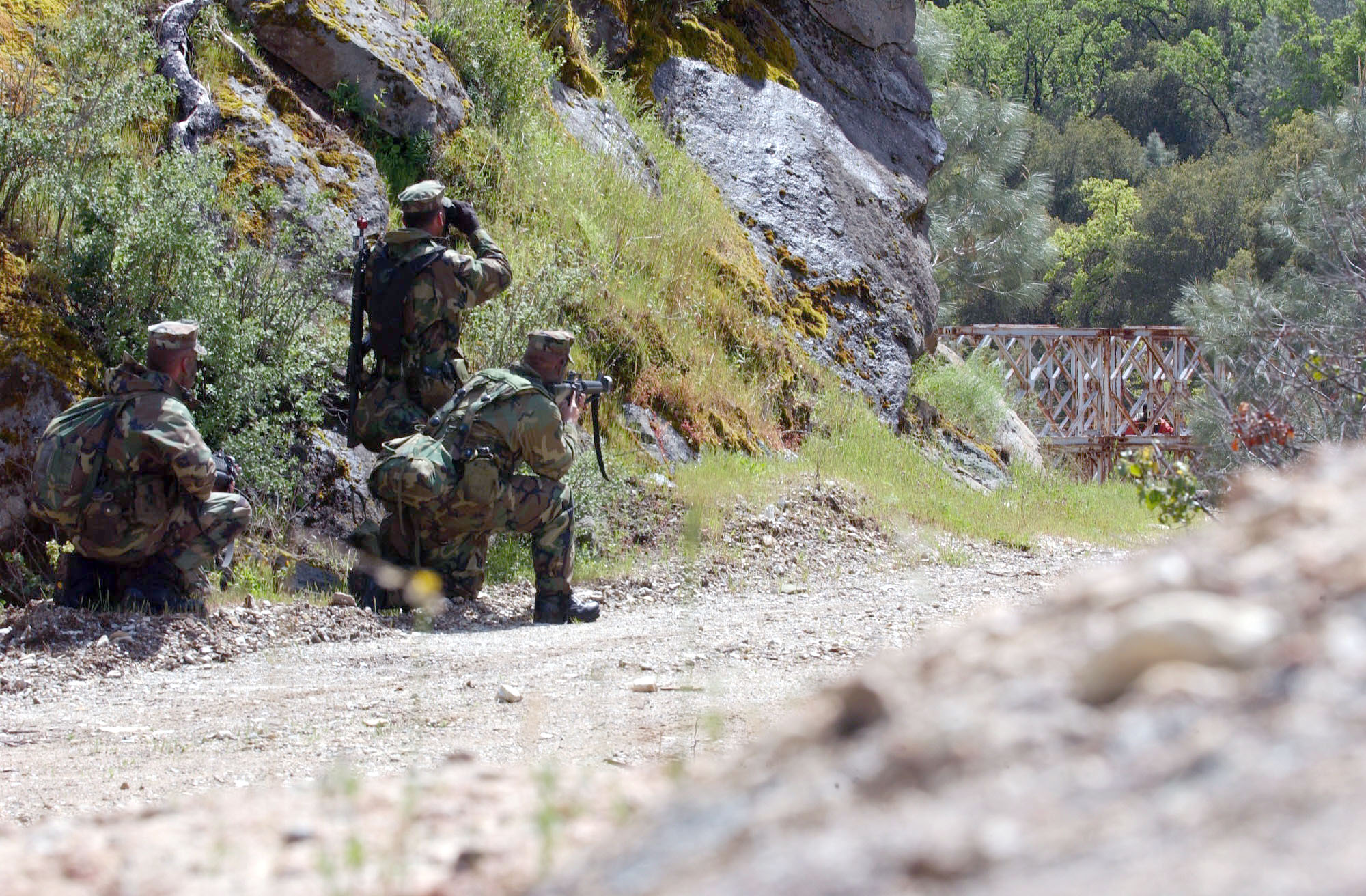
Jednotka amerických námořních ženistů při průzkumu na cvičení. Vojáci zjišťují, zda je pozorovaný most použitelný při přechodu jednotek přes řeku.

Průzkum je aktivní získávání informací o rozmístění, silách a pohybech nepřítele, ale i o meteorologických, hydrografických nebo geografických charakteristikách dané oblasti.
Úmysly nepřítele nezjišťuje, o to se stará špionáž.

## Druhy průzkumu
Průzkum je bojová úloha na získání informací vizuálním pozorováním nebo dalšími sledovacími metodami. Jedná se především o:
- Pozemní průzkum
- Letecký průzkum

Podle metody:
- Přímý
- Pozorování
- Nepřímý
- Průzkum bojem